# One Productions
One Productions Limited, früher One Group, ist ein maltesisches Massenmedien- und Telekommunikationsunternehmen im Besitz der Partit Laburista (PL).
One Productions wurde Ende der 1980er-Jahre gegründet und betreibt heute einen Hörfunk- und einen Fernsehsender. One Radio ging 1991 als Super One Radio auf Sendung. 1994 folgte der TV-Sender Super One TV, heute unter dem Namen One bekannt. Des Weiteren betreibt die Gruppe den DAB+ Radio-Dienst KISS und den Mobildienst Redtouch Fone.